# 張爲經
張爲經（？—？），字涵六，山東濟寧州人，清朝官員。同進士出身。

## 生平
張爲經爲康熙三十年（1691年）辛未科三甲進士。授桂東知縣，政績卓著。歷升吏部主事、郎中。康熙五十年（1711年）任廣東鄉試主考官。次年提督福建學政。平生著述甚富，有《漚水學吟》、《粵東題詠》、《公餘偶興》、《挍士草》、《學政全書》等集行世。身後入祀桂東名宦祠。乾隆《濟寧直隸州志》有傳。